# Кайзер, Манфред
Манфред Кайзер, по прозвищу «Манни» (7 января 1929, Цайц, Анхальт, Веймарская республика — 15 февраля 2017, Линдау, Бавария, Германия) — немецкий футболист, который с 1955 по 1964 год сыграл 31 матч в национальной сборной ГДР.

## Карьера игрока

### Клубная карьера

#### Молодёжная карьера в «Цайце»
В 1939 году в возрасте 10 лет Манфред Кайзер начал заниматься футболом в молодёжном составе «Цайце» из региона Галле (Саксония-Анхальт), до этого он два года занимался гимнастикой. Его отец был постоянным гостем на тренировках сына. В 1939/40 сезоне «Цайцу» удалось выйти в Гаулигу Митте, где клуб играл с 1940 по 1943 год. В подростковом возрасте Кайзер также занимался лёгкой атлетикой (спринт и прыжки в длину). 6 января 1946 года за день до своего 17-летия, он сыграл в первой команде «Рот-Вайсс Цайц», преемнике «Цайца». Он играл на позиции центрфорварда. В Саксонии-Анхальт не было национального чемпионата до 1948 года. Были только отдельные игры на региональном уровне. В 1949 году команда приняла участие в лиге Саксония-Анхальт, Кайзер оставался в клубе до конца сезона 1949/50 и в начале 1950 года переехал в Геру (Тюрингия), чтобы играть в новообразованном чемпионате, Оберлиге ГДР.

#### «Висмут Гера»
19 февраля 1950 года Манфред Кайзер провёл свою первую игру в высшей лиге ГДР. Первым отличием было то, что в «Цайце» Кайзер тренировался дважды в неделю, в «Висмут Гера» число тренировок увеличилось до четырёх. Благодаря своей скорости и техническому мастерству он не остался незамеченным. Во втором сезоне Кайзера с клубом тренер Эрих Дитель сделал его основным игроком на правом фланге. Кайзер сыграл 32 матча, забив семь мячей. 27 мая 1951 года он впервые сыграл за сборную Тюрингии в Эрфурте против Саксонии, соперники разошлись вничью 2:2. В те годы «Висмут» играл довольно посредственно, в сезоне 1951/52 клуб занял 14-е место в итоговой таблице. 21 октября 1951 года у Кайзера были проблемы с рефери в игре против «Эрцгебирге Ауэ», к игроку были применены санкции. Позже «Висмут» вылетел из элиты. Поскольку понижение команды было предсказуемо, округ Гера хотел по крайней мере обеспечить другую команду («Карл Цейсс») членством в лиге, Манфред Кайзер должен был усилить состав клуба из Йены. Он уже начал тренироваться в Йене, но спорткомитет ГДР не признал трансфер, поэтому с марта 1953 года он снова играл за «Висмут». Из-за этого вынужденного перерыва он провёл в сезоне всего 23 игры и забил четыре гола. Во втором дивизионе 1953/54 сезона клуб финишировал на втором месте после «Кемницера» и вернулся в Оберлигу. После 13 голов в 14 матчах в течение 1954/55 сезона в январе 1955 года Манфред Кайзер вместе с Брингфрайдом Мюллером и Хорстом Фрейтагом были проданы в «Эрцгебирге Ауэ» (тогда «Висмут Карл-Маркс-Штадт»). Этому предшествовало несколько спаррингов и постоянное наблюдение должностных лиц клуба. В итоге Манни переехал в Саксонию.

#### «Эрцгебирге Ауэ»
Новый клуб Кайзера в течение нескольких месяцев был лидером чемпионата ГДР, в итоге «Эрцгебирге» занял второе место после «Рот-Вайсс Эрфурт». 19 июня 1955 года в Лейпциге состоялся финал кубка ГДР, команде Кайзера противостояла «Ганза», в дополнительное время Мэнни принёс победу своему клубу со счётом 3:2. Команда тренера Карла Диттеса (2 ноября 1952 — 24 мая 1955) постепенно становилась одним из грандов ГДР. Кроме Кайзера, в команде были такие лидеры, как братья Карл и Зигфрид Вольфы, Вилли Трёгер, Армин Гюнтер, Эрхард Бауэр (капитан 1954—1959 годов) и Клаус Тиле. Вслед за чемпионством 1955 года успех был повторен в 1956, 1957 и 1959 годах. Третий титул клубу помог завоевать Дитер Эрлер, который также пришёл в «Эрцгебирге» из «Висмут Гера», на то время он считался величайшим талантом в футбол ГДР.
6 октября 1956 года в Лейпциге перед 100000 зрителей состоялся выставочный матч против «Кайзерслаутерн». «Эрцгебирге» потерпел поражение со счётом 3:5, наиболее зрелищный гол забил Фриц Вальтер. В 1957 году клуб дошёл до 1/8 финала Кубка европейских чемпионов. В сезоне 1957/58 команда играла против «Гвардии» и «Аякса», а в следующем сезоне — против «Петролула», «Гётеборга» и «Янг Бойз». В домашних матчах на «Шпаркассен-Эрцгебиргсштадион» соотношение забитых и пропущенных мячей в двух еврокубковых сезонах составляли 9:3 и 14:6 соответственно. В сезоне 1960/61 «Эрцгебирге» вылетел в первом же матче против австрийского чемпиона, «Рапид Вена». Манни сыграл за команду из Рудных гор во всех 16 матчах в еврокубках в 1958, 1959 и 1961 годах.
Опыт игры в международных турнирах стал очень ценным для индивидуального развития Кайзера. В 36 лет в 1964/65 сезоне он сыграл свой последний матч за «Эрцгиберге». Его последней игрой в чемпионате был домашний матч 30 мая 1965 года против «Локомотив Стендаль». «Эрцгебирге» финишировал на девятом месте в турнирной таблице, а ветеран Кайзер сыграл 22 матча за свою команду. После 349 игр и 36 голов в Оберлиге ГДР он закончил свою карьеру. Во втором дивизионе в 1954/55 сезоне он сыграл 37 матчей и забил 19 голов.

### Сборная ГДР
Манфред Кайзер, ещё будучи игроком «Висмут Гера», в октябре 1954 года дебютировал за ГДР B. После очередного международного матча за вторую сборную в сентябре 1955 года Манфред Кайзер 20 ноября в Берлине дебютировал в матче против Болгарии, единственный гол на 46-й минуте забил Хорст Ассми, тренером сборной был Янош Дёрмати. Первым испытанием Кайзера в сборной были матчи квалификации чемпионата мира 1958 против Уэльса и Чехословакии. Матч против Уэльса на Центральном стадионе Лейпцига посмотрело более чем 100000 зрителей, ГДР выиграла со счётом 2:1, однако в других играх команду постигли неудачи. Затем последовали три поражения, тем самым сборная утратила шанс поехать на мундиаль в Швецию. Серьёзные последствия для Манни имел матч 21 июня 1959 года, в Берлине в отборочном матче чемпионата Европы против сборной Португалии ГДР проиграла со счётом 0:2. После поражения Ассми Мейер, Вирт и Кайзер были наказаны за недостаточный уровень самоотдачи в игре. После этого Кайзер два года не мог пробиться в национальную сборную. Ни Фриц Гёдике, который тренировал ГДР с 1 мая 1958 по 30 октября 1960 года, ни его преемник Хайнц Крюгель, который управлял сборной до 16 апреля 1961 года, ни разу не вызвали Манни в команду.
Не только сам Манфред Кайзер считал свой перерыв в игре за ГДР неоправданным. Венгерский футбольный специалист Карой Шош по приходе в сборную ГДР сразу вызвал 32-летнего Кайзера на матч отборочного раунда чемпионата мира в Лейпциге против Нидерландов 14 мая 1961 года. Он играл на правом фланге в трио с Дитером Эрлером и Гюнтером Шрётером, игра завершилась вничью 1:1. ГДР не попала на чемпионат мира по футболу 1962 года в Чили, но Кайзер вместе с партнёрами сыграл два товарищеских матча против СССР и Югославии. Хотя ГДР проиграла обеим командам (1:2 в Москве и 1:3 в Белграде), игры с Яшиным, Ворониным, Нетто, Численко и Метревели (Советский Союз); а также с Дурковичем, Юсуфи, Шекуларацом, Галичем и Скобларом (Югославия) произвели впечатление на игроков ГДР. В 1963 году в отборочных матчах чемпионата Европы против Чехословакии (серебряный призёр ЧМ 1962) и Венгрии Кайзер был в запасе. 2 июня 1963 года сборная ГДР сыграла против Англии в Лейпциге при 90000 зрителей. В английской сборной было пять будущих победителей кубка мира 1966 года (Уилсон, Мур, Хант и Б. Чарльтон). Англия одержала победу со счётом 2:1, благодаря голам Ханта и Чарльтона. 23 февраля 1964 года в возрасте 35 лет Манфред Кайзер провёл свой последний товарищеский матч против Ганы в Аккре. Всего за свою карьеру в сборной ГДР он провёл 31 международный матч.

## Стиль игры
В молодости Кайзер всегда играл в нападении, в основном на правом фланге или в центре. Сильными сторонами Манфреда Кайзера были скорость и техника, тактические навыки и чувство игровой ситуации, а также прямая игра и длинные передачи. На вопрос о том, кто является лучшим футболистом ГДР всех времён, Дитер Эрлер ответил следующим образом: 
Манни Кайзер. Технарь и стратег. Мне нравились его длинные диагонали. Он также имел талант точно завершать атаки. Так что я восхищался им как в «Висмуте», так и в сборной.

## Тренерская карьера
После того, как Кайзер попробовал себя в роли промышленного клерка, он, ещё будучи игроком «Эрцгебирге Ауэ», посещал Лейпцигский спортивный университет, где выучился на тренера. Таким образом, сразу после окончания карьеры он стал тренером «Висмут Гера». Позже он работал помощником Зигфрида Воллрата и Герхарда Басслера в «Рот-Вайсс Эрфурт». С 1975 по 1977 год он тренировал свою самую первую команду, «Цайц», после чего работал с «Хермсдорфом», «Кеми Бад Кёстриц» и в 1986—1993 годах был у руля «Эльстерталь Зильбиц».

## Награды
В 1963 году Манфред Кайзер был признан футболистом года в ГДР. В том же сезоне тренеры Оберлиги ГДР назвали Кайзера лучшим боковым полузащитником. По итогам репрезентативного опроса «Суперклуб ГДР 40», проведённого «Die neue Fußball-Woche» в 1989 году, Кайзер вошёл в символическую сборную ГДР всех времён.